# وورتلند (کنتاکی)
وورتلند (به انگلیسی: Wurtland) شهری در ایالت کنتاکی کشور ایالات متحده آمریکا است که جمعیت آن در سرشماری سال ۲۰۱۰ میلادی، ۹۹۵ نفر بوده‌است.